# Rogue
Rogue – komputerowa gra fabularna z lat 80. opracowana w instytucie Berkeley na systemy uniksowe. Gracz porusza się po zbudowanym w trybie tekstowym ciągu pokoi i korytarzy, walcząc z potworami, zbierając skarby i usiłując odnaleźć legendarny Amulet Yendoru. Mechanika gry została luźno oparta na systemie Dungeons & Dragons. Rogue cechuje się interfejsem tekstowym (tzn. wszystko w grze jest znakami w standardzie ASCII), a niemal wszystkie elementy lochu są generowane losowo.

## Roguelike
Rogue jest prekursorką gatunku gier, zwanych od jej nazwy roguelike, klasyfikowanych obecnie jako podgatunek gier cRPG. Gry tego typu powstają do dzisiaj.